# Tinakula
Tinakula is een onbewoond eiland in de Salomonseilanden. Het eiland behoort tot de provincie Temotu, die vroeger de Santa Cruzeilanden werden genoemd. Het eiland ligt ongeveer 20 km noordelijk van Nendö, het grootste eiland van deze archipel. Tinakula is 8 km² groot en het hoogste punt is 851 m. Het eiland is een grote stratovulkaan die drie- tot vierduizend meter oprijst van de oceaanbodem. Toen de Spaanse zeevaarder Álvaro de Mendaña de Neira in 1595 het eiland in zicht kreeg, was de vulkaan actief. Sindsdien zijn er tot 1900 nog tien uitbarstingen gedocumenteerd en tussen 1900 en 2000 negen. Na 2000 nog zes, de laatste in oktober 2017.

## Ecologie
Voor 1840 en vanaf de jaren 1950 tot 1971 was het eiland bewoond. Het eiland wordt nog regelmatig bezocht om te jagen op duiven, verwilderde kippen (Gallus gallus) en vleerhonden en om bomen te vellen en varkens te fokken. 
Het eiland is een van de drie eilanden waarop de endemische santacruzpatrijsduif (Alopecoenas sanctaecrucis) voorkomt. Dit is een bedreigde soort duif van de Rode Lijst van de IUCN.